# Mimommata mollardi
Mimommata mollardi là một loài bọ cánh cứng trong họ Cerambycidae.